# استوارت ایروینگ
استوارت ایروینگ (انگلیسی: Stuart Irving؛ زادهٔ ۲ فوریهٔ ۱۹۴۹) بازیکن هاکی روی یخ اهل ایالات متحده آمریکا است.